# Javier Aller
Javier Aller Martín (Madrid, 20 de abril de 1972-Ib., 1 de maio de 2018) foi um actor de cinema e televisão espanhol.
Conhecido por seu acondroplasia (defeito genético que impede o normal crescimento dos ossos), participou em dois filmes do director de cinema Javier Fesser, O milagre de P. Tinto (1998) e A grande aventura de Mortadelo e Filemón (2003).
Faleceu o 1 de maio de 2018 e foi incinerado dois dias mais tarde no Cremtório de San Isidro (Madric).

## Trabalhos

### Cinema
- O milagre de P. Tinto (1998)
- O coração do guerreiro (1999)
- O roubo maior jamais contado (2002)
- A grande aventura de Mortadelo e Filemón (2003)
- Kibris: A lei do equilíbrio (2005)
- Miguel e William (2007)
- Sua majestade Minor (2007)
- Meus piores amigos: Média Vermelha O Regresso (2013)

Sinfín   (2005)

### Televisão
- Agitação + IVA (2005)
- Irmãos e detectives (1 episódio) (2009)